# Недотрога (роман)
«Недотро́га» — последний роман русского писателя Александра Грина, оставшийся незаконченным из-за смерти автора в 1932 году. Фрагменты были опубликованы в 1935—1936 годах, основная часть написанного — в 1996 году.

## Сюжет
Главные герои романа — обедневший оружейник Ферроль и его дочь Харита, которым пришлось покинуть родной город и поселиться в заброшенном форте на берегу моря неподалёку от города Лима. Они знакомятся с разными людьми, среди которых человек по имени Дегж, ожидающий вести от своей жены из Гертона. Как выясняется, Дегж убил юношу по имени Гуд, который ради забавы отрубил ноги ручному ястребу Дегжа. Скрывающийся Дегж ждёт приезда жены, чтобы уехать вместе с ней, но та не появляется. В последней написанной главе романа девушка по имени Бонифация, пришедшая заказать у Ферроля фейерверки на праздник, допытывается у Хариты, что за удивительные цветы вырастила она в саду, но Харита отказывается показать их.
В кратком пересказе содержания ненаписанных глав романа, оставленном Ниной Грин, говорится о том, что необыкновенные цветы Хариты закрывались и начинали увядать, когда приходил недобрый человек, поэтому она не хотела их никому показывать. Из-за этого у некоторых местных жителей возникает неприязнь к Ферролю и Харите, их форт осаждают, а друзья Ферроля и Хариты помогают им обороняться. Защитникам форта приходится уехать. Раненый Дегж умирает, Харита выходит замуж за художника Петтечера.

## Создание и публикация

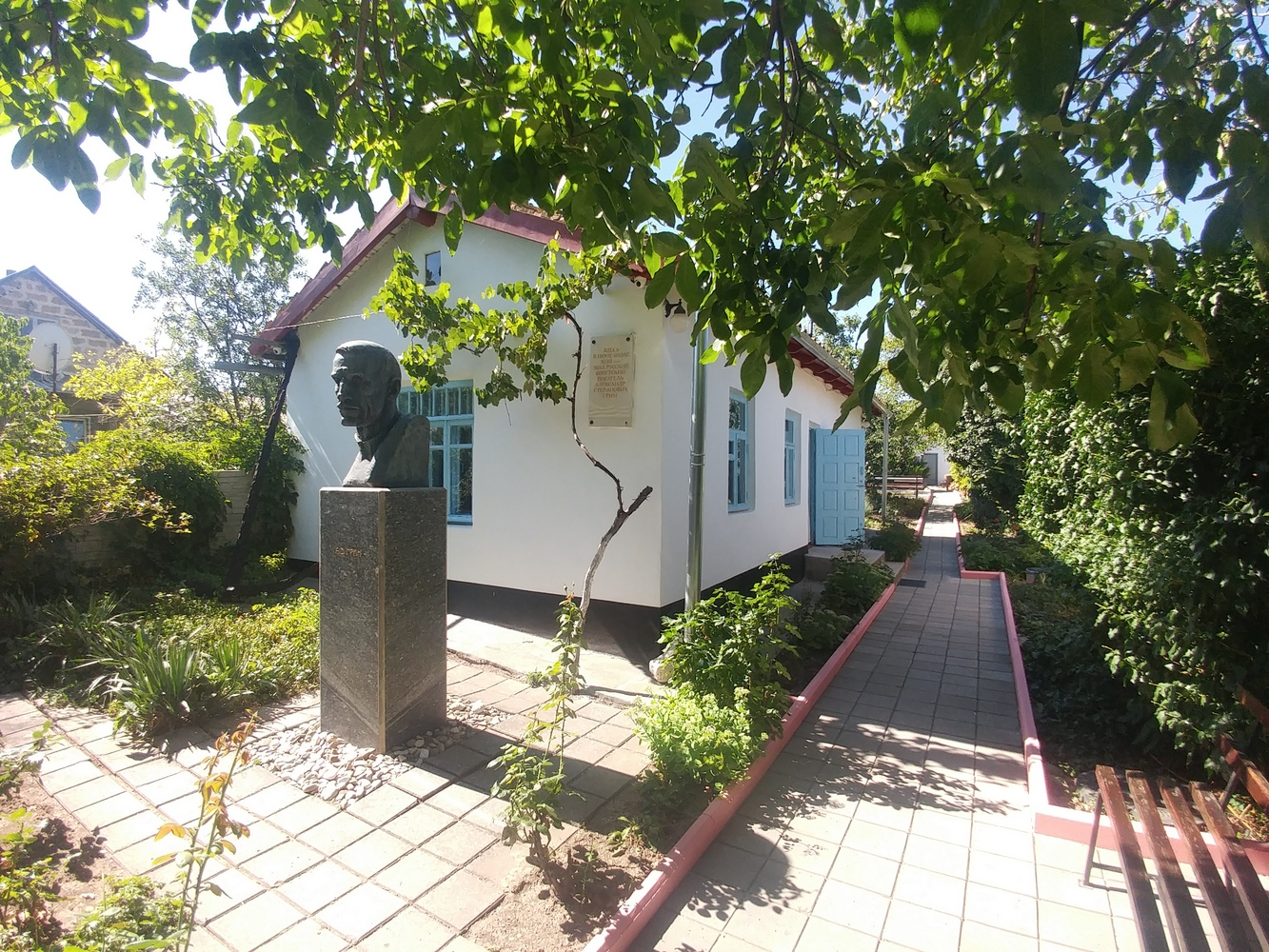
Домик Александра Грина в Старом Крыму, в котором создавался роман. Ныне Дом-музей А. Грина

Александр Грин работал над «Недотрогой» в последние годы жизни, когда жил в Старом Крыму. Тогда он уже был серьёзно болен, его произведения отказывались печатать, из-за чего писатель и его семья голодали. Закончить роман он не успел, но известно, что сюжет был разработан до конца. Однажды Грин сказал жене: «Некоторые сцены так хороши, что, вспоминая их, я сам улыбаюсь». Некоторые критики считают «Недотрогу» лучшим из романов Грина, но есть и мнение о том, что эта книга — свидетельство регресса писательского таланта.
Впервые фрагменты романа были изданы через несколько лет после смерти автора: небольшие отрывки были опубликованы в журналах «30 дней» (1935, № 3) и «Огонёк» (1936, № 2—3). В наиболее полном виде написанные части романа опубликованы в 1996 году в альманахе «Крымский альбом 1996».